# Педро Гуаль
Педро Хосе Рамон Гуаль Ескандон (17 січня 1783 — 6 травня 1862) — венесуельський юрист, політик, журналіст і дипломат. Головний ідеолог та засновник зовнішньої політики Венесуели і Великої Колумбії, президент Венесуели упродовж трьох коротких термінів, член Консервативної партії.

## Біографія

### Ранні роки та кар'єра
Народився в Каракасі в родині Хосе Ігнасіо Гуаля та Хосефи Моніки Ескандон. Племінник Мануеля Гуаля, який 1797 року разом із Хосе Марією Еспаньєю організував революційний рух проти іспанського панування у Венесуелі. У зв'язку з цим його родина постійно перебувала під прицілом влади.
Гуаль здобув освіту в Королівському та Папському університеті Каракаса, отримавши ступінь доктора теології 1807 та права 1808 року. Одним з його вчителів був Хуан Ерман Роскіо, майбутній міністр закордонних справ Верховної хунти Каракаса. Гуаль розпочав кар'єру юриста в адвокатській конторі Феліпе Ферміна Пауля у 1809—1810 роках, коли Каракасом ходили постійні чутки щодо спротиву іспанській владі. Влада підозрювала, що Гуаль був одним із тих, хто нелегально поширює агітаційну інформацію щодо незалежності Латинської Америки, а також, що він допомагає діям Франсіско де Міранди, який на той час перебував у Лондоні.
Задля уникнення висилки до Іспанії, Гуаль отримав від губернатора Венесуели Вісенте Емпарана дозвіл працювати юристом на острові Тринідад, який перебував під британською владою, але пробув там недовго й повернувся на батьківщину 19 квітня 1810 року. Коли де Міранда повернувся з Європи. Гуаль став його особистим секретарем.
1811 року був обраний на пост прокурора Муніципальної ради Каракаса. Був одним із тих, хто підписав маніфест, що став початком проголошення незалежності Венесуели 5 липня 1811 року. У січні наступного року його було обрано представником від Каракаса до провінційних законодавчих зборів.
Після початку кризи Першої республіки Міранда відрядив Гуаля до США, щоб останній домігся визнання незалежності Венесуели, а також з метою придбання зброї та боєприпасів. Гуаль ще перебував у Ла-Гуайрі, коли Міранду схопили на світанку 31 липня 1812.
Гуаль встиг знайти притулок на судні, що вирушило до Нью-Йорка. Наприкінці 1812 року спільно з Мануелем Паласіо Фахардо у Вашингтоні він проводив перемовини з президентом Джеймсом Медісоном, державним секретарем Джеймсом Монро та іншими, проте безрезультатно.
1813 року Гуаль виїхав до Картахени, висловившись у серпні того ж року в газеті «El Observador Colombiano» на підтримку об'єднання Венесуели та Нової Гранади. У грудні був обраний до провінційного законодавчого органу Картахени, ставши головою одного з його комітетів. Також був одним із тих, хто підписав постанову, що проголошувала Симона Болівара гідним сином Картахени. Планувалось нагородити Болівара в Каракасі й разом із тим обговорити створення конфедерації між Венесуелою та Картахеною у квітні 1814 року. Втім, цим планом не судилось здійснитись через активізацію роялістських сил Хосе Томаса Бовеса. У червні того ж року Гуаль виїхав на острів Сент-Томас, повернувшись до Картахени тільки у вересні 1814 року, де взяв участь в організації Патріотичної армії, а в січні 1815 року став губернатором Картахени.
22 травня 1815 року Гуаль був призначений дипломатичним представником у Сполучених Штатах, залишаючись там до 1820 року.

### У Великій Колумбії

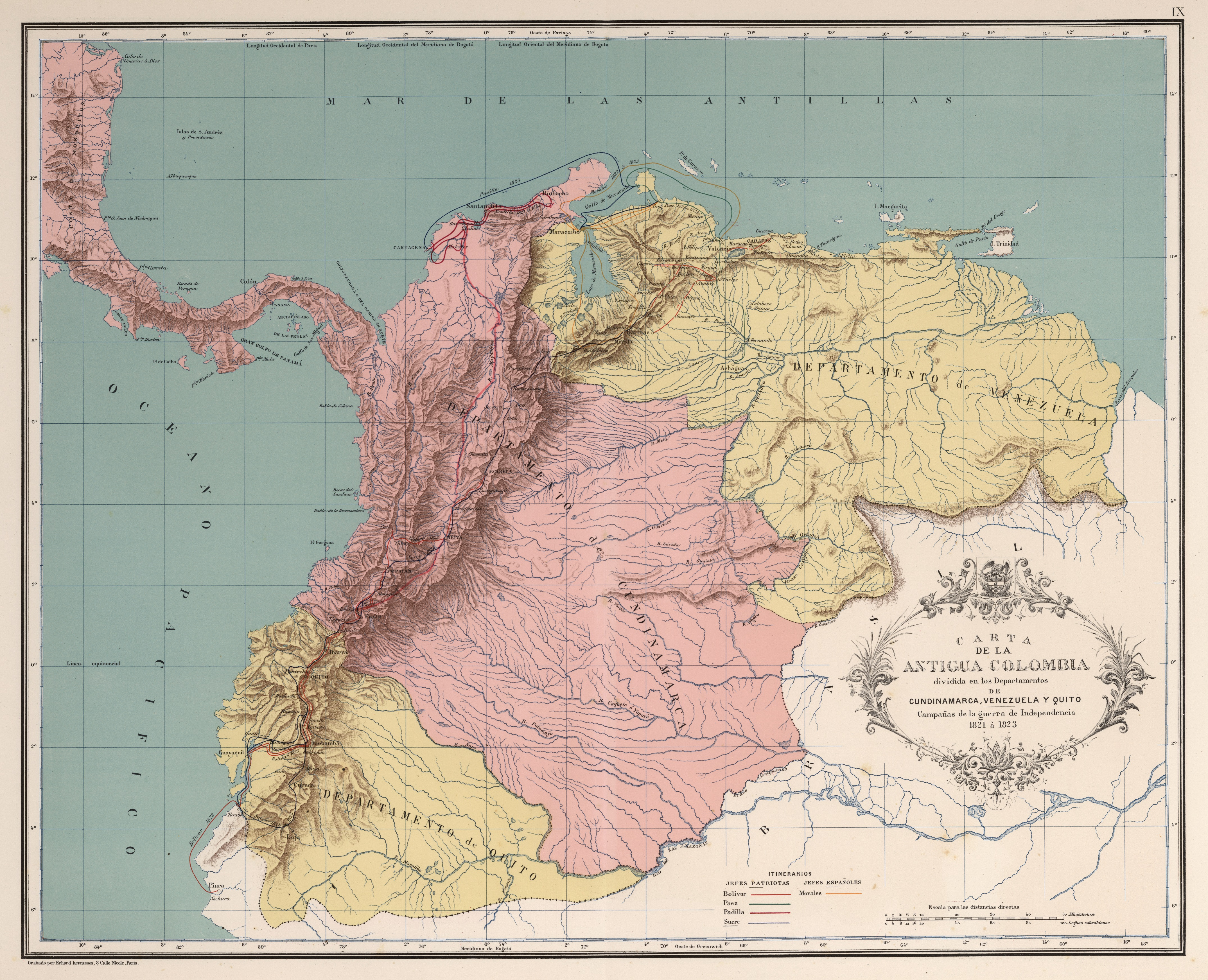
Карта Великої Колумбії

Тим часом, 1819 року, було проголошено створення Великої Колумбії. Після цього Гуаль був призначений на пост цивільного губернатора провінції Картахена (червень 1820 — лютий 1821), на нього було покладено функції з економічної та фінансової реорганізації регіону, проте він був змушений працювати за межами столиці, яка до жовтня 1820 року перебувала під владою роялістів. 8 березня 1821 року Гуаля було призначено на посаду міністра фінансів і закордонних справ Великої Колумбії. Коли Симона Болівара було обрано на пост президента Колумбії (3 жовтня 1821), він призначив Гуаля міністром закордонних справ. У той період Болівар та Гуаль відрядили дипломатичні місії на південь (Хоакін Москера до Перу, Чилі й Аргентини) та північ Америки (Мігель Сантамарія до Мексики), щоб укласти союзні угоди, а також для підготовки конгресу нових країн Латинської Америки в Панамі. Гуаль доклав усіх зусиль для визнання незалежності новоутворених республік, особливо з боку США та Англії. Ці перемовини завершились успішно 1822 і 1825 років, відповідно.
17 вересня 1825 року на посту міністра закордонних справ його замінив Хосе Рафаель Ревенья-і-Ернандес. Після цього Гуаль виїхав до Мексики, де залишався до 1829 року, маючи намір домогтись ратифікації мексиканським урядом рішень Панамського конгресу 1826 року. Не досягши своєї мети, він переїхав до Ґуаякіля у березні 1829 року, зайнявши там місце члена Державної ради, був одним із тих, хто вів перемовини та підписав мірну угоду за результатами війни між Перу та Великою Колумбією, яка завершилась 28 лютого 1829 року.
Після розпаду Великої Колумбії 1830 року Гуаль вирішив залишитись у Боготі (де він одружився 9 грудня 1822 з Росою Марією Домінгес), відійшовши від суспільного життя та зосередившись на професійній справі.

### Повернення до Венесуели та смерть
1847 року Гуаль повернувся до Венесуели, залишаючись осторонь від політики. Проте після усунення від влади Хосе Тадео Монагаса, 15 березня 1858 року, був призначений Конгресом на пост тимчасового президента країни. Після цього він був членом Державної ради на запрошення президента Хуліана Кастро, а також представником Каракаса у Конвенті Валенсії (липень-грудень 1858). Після усунення від влади Хуліана Кастро знову був призначений на пост глави держави у грудні 1858. За результатами загальних виборів 1860 року був обраний на пост віцепрезидента Венесуели. Втретє зайняв пост президента 20 травня 1861 року після складення своїх повноважень Мануелем Феліпе Товаром. 29 серпня 1861 того ж року його замінив на посту глави держави Хосе Антоніо Паес.
Гуаль був заарештований у власному будинку 16 вересня 1861 та був висланий з країни. 5 травня 1862 року, перебуваючи в Ґуаякілі, захворів на пневмоняю та помер наступного дня у віці 79 років.